# Burgruine Elsterberg

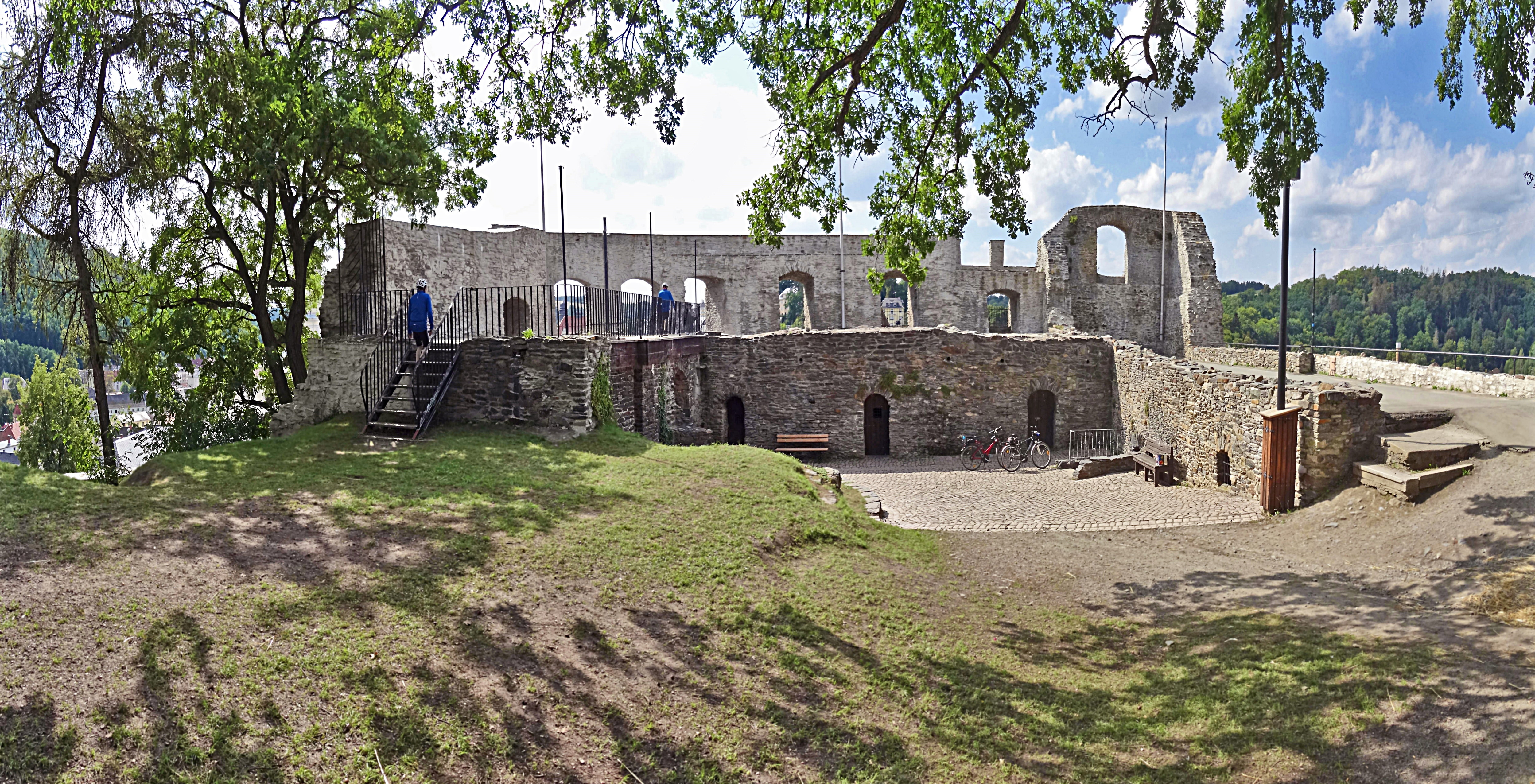
Ruine der Burg Elsterberg

Die Burgruine Elsterberg in einem Bogen der Weißen Elster und am Nordrand der Altstadt von Elsterberg gelegen, ist die größte Ruine
einer Burg im Vogtland in Sachsen.
Vorausgegangen war ihr eine andere Burg, etwa 400 Meter von der jetzigen Ruine entfernt, über der Mündung des Tremnitzbachs in die Elster, genannt „das Alte Haus“. In der Zeit von 1200 bis 1225 errichteten die Herren von Lobdeburg eine neue Burganlage, die mit 1,5 Hektar bebautem Areal eine der größten Festungen in Sachsen war. Der Legende nach sollen die beiden Burgen über unterirdische Gänge und eine lederne Brücke (Leiterbrücke) miteinander verbunden gewesen sein.
Das Lehnbuch Friedrich des Strengen (Wettiner) von 1349/1350 weist unter den Herren und Edlen des Osterlandes (terra Orientali) „Hermannus et Hermannus de Elstirberg“ aus. Dabei handelt es sich um Mitglieder der gräflichen Familie Lobdeburg.
Die Burg wurde im Vogtländischen Krieg 1354 zerstört und danach bis 1366 wieder aufgebaut. Sie besitzt eine doppelte Ringmauer von beachtlicher Stärke sowie fünf Wachtürme und war Mittelpunkt der Herrschaft Elsterberg. Drei der Türme sind in guter Erhaltung. Das ehemalige Hauptgebäude hatte einen weit überwölbten Rittersaal mit einer Freitreppe. Ein 1932 freigelegter und einstmals angeblich 26 Meter tiefer Burgbrunnen versorgte die Schlossbewohner mit Wasser.
Im Jahre 1395 erwarben die Markgrafen von Meißen die Burganlage, verpfändeten sie aber schon 1402 an die Familie von Wolframsdorf. Schließlich kam die Burg 1437 in den Besitz der Familie von Bünau.  Die Herren von Bünau verkauften sie 1636 zusammen mit der Stadt an den mit ihnen verwandten Carol Bose. Da sie unter den nachfolgenden Besitzern seit 1698 nicht mehr bewohnt wurde, verfiel sie im Laufe der Zeit. Am 25. Mai 1909 wurde sie für 13.000 Mark an die Stadtgemeinde Elsterberg verkauft, die sich fortan um den weiteren Erhalt des Bauwerks bemühte.
Das Burggelände ist frei zugänglich. Die sanierten Kellergewölbe werden alljährlich für Festlichkeiten genützt, insbesondere für die seit 1883 gefeierten Heimatfeste. In einem der beiden erhaltenen Rundtürme befindet sich die  Elsterberger Heimatstube.